# Haarrijn

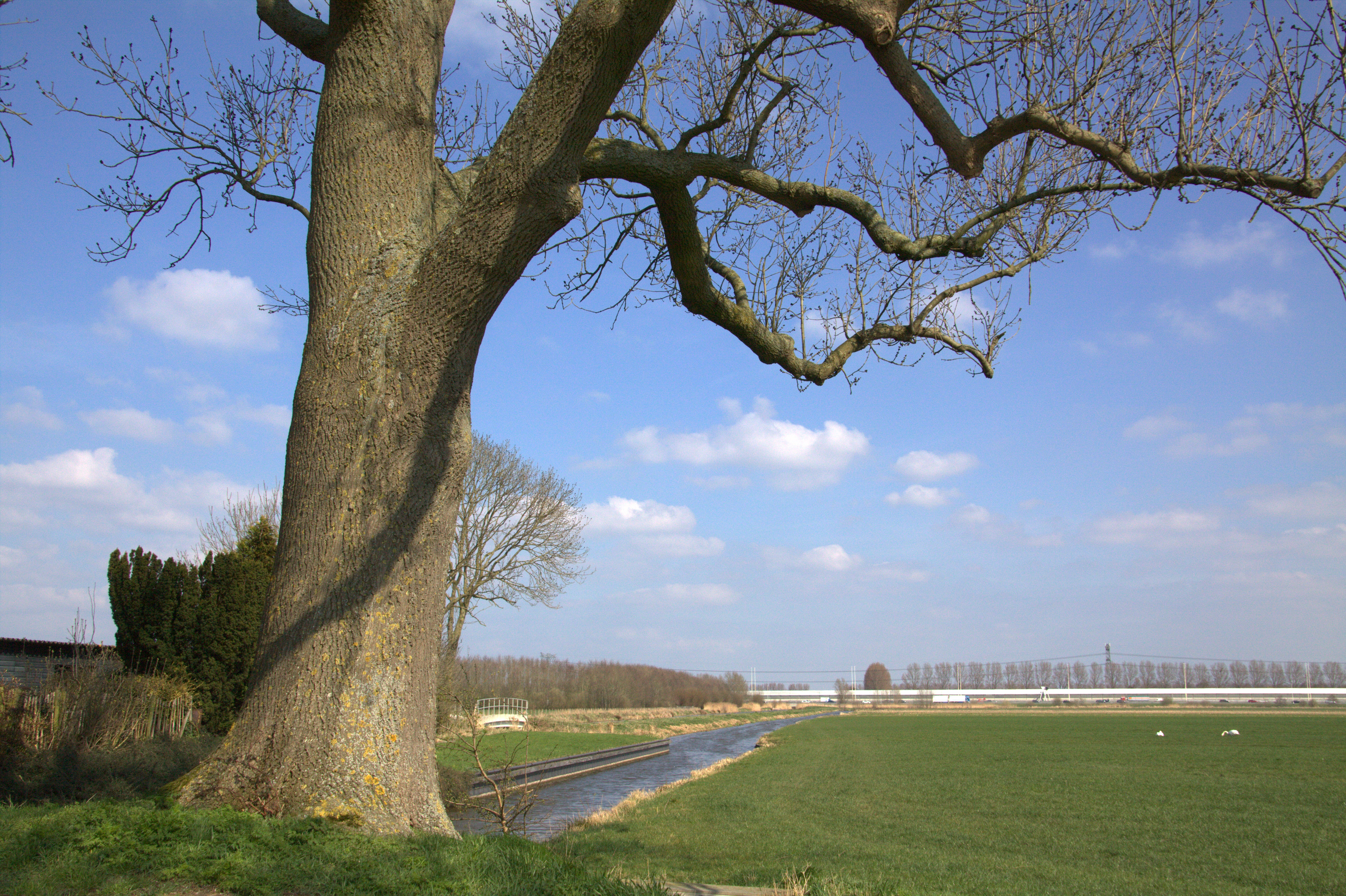
Het gedeelte van de Haarrijn tussen het vroegere gemaal Haarrijn en de rijksweg A2

De Haarrijn is een afwateringskanaal in de provincie Utrecht en wordt beheerd door het Hoogheemraadschap De Stichtse Rijnlanden. Het begint bij de buurtschap Gieltjesdorp in de woonplaats Kockengen. Vanaf dit beginpunt loopt de Haarrijn over een afstand van ongeveer 2 km naar het noordoosten. Het eindpunt ligt bij het uiterste noorden van de woonwijk Maarssenbroek aan het Amsterdam-Rijnkanaal. Een in 2014 gebouwd gemaal aldaar pompt het water uit de Haarrijn omhoog en loost dit in het Amsterdam-Rijnkanaal.

## Geschiedenis
De Haarrijn dateert van vóór 1310 en werd gegraven ten behoeve van de afwatering van de Themaatse Polder en de Haarpolder. Oorspronkelijk mondde de Haarrijn uit in de rivier de Vecht bij Kasteel Nijenrode. Sinds de aanleg van het Merwedekanaal aan het einde van de 19e eeuw mondt de Haarrijn hierin uit en heeft het gedeelte van de Haarrijn tussen dit kanaal en de Vecht zijn oorspronkelijke functie verloren. Het Merwedekanaal werd in het midden van de 20e eeuw verbreed tot het Amsterdam-Rijnkanaal.
Vóór 2014 stroomde het water van de Haarrijn vrij uit in dit kanaal. Het waterpeil in de Haarrijn was toen hoger dan de 1,0 meter beneden NAP van de omringende polders. Twee gemalen pompten het water uit de polders op en loosden dit op de Haarrijn. Kades langs deze wetering zorgden ervoor dat de polders niet onderliepen. Het in 2014 gebouwde gemaal bij het Amsterdam-Rijnkanaal maakte de twee meer 'landinwaarts' gelegen kleinere gemalen overbodig. Daardoor kon de waterstand in de Haarrijn worden verlaagd naar het polderniveau. De kades hadden nu geen functie meer en werden afgegraven. Ten behoeve van de natuurontwikkeling werden glooiende oevers gecreëerd.
Een van de twee overbodig geworden gemalen werd volledig afgebroken. Van het andere, het vroegere gemaal Haarrijn bij Ockhuizen, zijn het gemaalhuis en de dienstwoning bewaard gebleven.
Centrum: Drift · Kromme Nieuwegracht · Nieuwegracht · Oudegracht · Plompetorengracht · Stadsbuitengracht

Overig: Achtkantemolenvliet · Alendorperwetering · Amsterdam-Rijnkanaal · Biltsche Grift · Blekersgracht · Bijleveld · Haarrijn · Heicop · Heren- of Moesgracht · Jutfase Wetering . Keulse Vaart · Koekoeksvaart · Kromme Rijn · Kruisvaart/Bloemgracht · Lange Vliet · Leidse Rijn · Liesveldse Wetering · Maria- of Kruisvaartdwarsgracht · Merwedekanaal · Middelwetering (Heicop) · Middelwetering (Vleuterweide) . Minstroom · Noorderstroom · Oosterstroom · Otterstroom · Oude Rijn · Oude Wetering . Reijerscopse Wetering . Rijn . Uraniumkanaal · Vaartsche Rijn · Vecht · Vikingrijn · Vleutense Wetering · Westerstroom · IJlandsche Wetering · IJsselwetering . Zwarte Water